# Гасанов, Магомедсултан Магомедзакирович
Магомедсултан Магомедзакирович Гасанов (19 декабря 2002, Карабудахкентский район, Дагестан, Россия) —  российский спортсмен, специализируется по ушу. Чемпион России по ушу.

## Спортивная карьера
В декабре 2020 года во Владимире стал обладателем Кубка России по ушу. В марте 2021 года в Москве стал чемпионом России по ушу. В мае 2021 года в Нижнем Новгороде стал  победителем на всероссийском соревновании по рукопашному бою. 29 октября 2021 года ему было присвоено звание мастер спорта.

## Спортивные достижения
- Кубок России по ушу 2020 — ;
- Чемпионат России по ушу 2021 — ;